# Privateer
Privateer – zespół metalowy założony w Krakowie w 2005 roku. Jego założycielem jest basista i kompozytor Andrzej "Skorgan" Pichliński.

## Historia
W krótkim czasie, bo zaledwie po dwóch miesiącach od powstania, zespół wydał własnym nakładem swój pierwszy singiel „Monolith”, który spotkał się z dobrym przyjęciem w podziemiu. Zespół zachęcony pierwszym sukcesem postanowił pracować na pełnym wydawnictwem. W tym samym roku (2005) Privateer nawiązał współpracę z agencją koncertową Absinthia Management.
Od początku roku 2006 zespół intensywnie koncertował, m.in. w lutym 2006 wystąpił na kilku koncertach w ramach „Winter Metal Tour 2006” wraz z Sorcerer i Archeon (Made of Hate).
Na wiosnę 2006 nagrana została płyta „The Traitors”. Zdobyła ona przychylne recenzje w mediach w kraju i za granicą, Privateer zyskał nowych fanów i w krótkim czasie wzrosła jego międzynarodowa popularność na portalu Myspace. Zaowocowało to propozycjami wydania płyty od kilku zagranicznych wytwórni. Zespół zdecydował się na jednopłytowy kontrakt z wytwórnią STF Records z Niemiec. Kontrakt obejmował promocję oraz dystrybucję „The Traitors” na Europę Zachodnią i Skandynawię.
Privateer w międzyczasie wygrywał kilka krajowych festiwali (I miejsce na Krakowskim Festiwalu Muzycznym, I miejsce na ogólnopolskim festiwalu Mayday Rock w Głogowie). Zaraz potem odbył się mini tour „Cracow Invasion” wraz z Witchking. Trasa obejmowała Polskę i Słowację.
W starym składzie Privateer zagrał jeszcze koncerty wraz ze szwedzkim zespołem Sabaton w ramach trasy „Metalizing Europe Tour”. 
Latem 2007 Skorgan wraz z Kramerem (Łukasz Kramarski, manager zespołu) zdecydowali się na opuszczenie Krakowa i przeniesienie działalności do Warszawy. Niestety nie cały skład był w stanie podjąć takie wyzwanie. w tym czasie z zespołu odeszli Tomasz Bator (gitara) i Jan “Xen” Gabryś (perkusja). Pojawili się nowi muzycy: Grzegorz „Eliminator” Olejnik na perkusji, znany ze współpracy z zespołem Hellfire) i Adrian Okarski utalentowany gitarzysta zastępujący Tomka Batora. Miejsce poprzedniego wokalisty zajął Marcin „Merot” Maliszewski, znany z zespołu The Black Horsemen i słynnego wykonania „Jaskółki” (aut. Stan Borys) w programie „Szansa na sukces”. 
Na początku 2008 roku wraz z niemieckim zespołem To Resist Fatality miała miejsce trasa Privateer/TRF Tour obejmująca 10 koncertów w Niemczech i w Polsce (m.in. Berlin, Wrocław, Goethingen, Clarholz, Bielsko Biała) na której zespół wystąpił jako headliner.
3 sierpnia 2008 Privateer wystąpił jako support zespołu Cynic na ich jedynym koncercie w Polsce w Warszawie w klubie Progresja, w październiku zaś jako support zespołu Sabaton na dwóch koncertach w Warszawie i Krakowie.

## Skład zespołu
- Andrzej "Skorgan" Pichliński - bas
- Marcin "Merot" Maliszewski - wokal
- Sławek Kramarski - instrumenty klawiszowe
- Daniel Kesler - gitara
- Adrian Okarski - gitara
- Amadeusz Krebs - perkusja

## Dyskografia
- Monolith (Sp, 2005)
- The Traitors - (Lp, STF Records, 2006)